# گووشنو
گووشنو (به لاتین: Głusino) یک روستا در لهستان است که در گمینا کارتوزه واقع شده‌است. گووشنو ۱۹۸ نفر جمعیت دارد.